# День строителя
«День строи́теля» — профессиональный праздник работников строительной отрасли. 
Профессиональный праздник отмечается ежегодно во второе воскресенье августа в России (ранее в СССР) и некоторых других государствах, являющихся бывшими республиками Советского Союза.

## История

Барельеф «Строитель» на стене ДК «Строитель» на проспекте Строителей

6 сентября 1955 года вышел Указ Президиума Верховного Совета СССР «Об установлении ежегодного праздника „Дня строителя“».
Праздник обязан своим появлением Первому секретарю ЦК КПСС Н. С. Хрущёву, который был восхищён строительством Жигулёвской ГЭС, что в итоге и привело к Указу Президиума Верховного Совета Союза ССР.
12 августа 1956 года работники строительной отрасли Советского Союза впервые отметили свой профессиональный праздник.
После распада СССР профессиональный праздник «День строителя» по-прежнему ежегодно отмечается во второе воскресенье августа в России, на Украине, в Белоруссии, Армении, Кыргызстане, Казахстане.
С 2011 года решением Министерства регионального развития Российской Федерации День строителя в России объявлен федеральным праздником.
14 августа 2016 года строители России отметили юбилейный, 60-й, День строителя. Центральным мероприятием празднования стала церемония награждения лучших профессионалов отрасли. Накануне празднования министр строительства и жилищно-коммунального хозяйства Российской Федерации М. А. Мень, подводя итоги работы отрасли в прошлом и текущем годах, отметил: 

«Для строителей создаются новые возможности, усиливается роль архитекторов, формулируются современные стандарты качества среды проживания. Все усилия должны повлиять на экономию бюджетных средств и на улучшение делового климата в отрасли, но главное — способствовать созданию комфортных условий жизни для граждан.»— М. Мень.

## Цитаты о празднике из советских газет
- «Новым проявлением заботы партии и правительства о строителях является принятое 23 августа 1955 года Постановление ЦК КПСС и Совета Министров Союза ССР „О мерах по дальнейшей индустриализации, улучшению качества и снижению стоимости строительства“. Это постановление со всей полнотой и ясностью анализирует состояние строительства, определяет дальнейшие пути широкой индустриализации строительного дела» («Строительная газета», 7 сентября 1955 года).
- «У нас, у строителей, большой день! Газеты и радио разнесли по всей стране сообщение о том, что партия и правительство приняли постановление о коренном улучшении строительного дела. Одновременно был опубликован Указ Президиума Верховного Совета СССР об ежегодном празднике — „Дне строителя“. Чувство гордости за свою страну, за свою профессию и горячая благодарность партии и правительству за заботу о нас, строителях, наполнили наши сердца…».
- «Отмечаемый сегодня впервые День строителя отныне войдёт в календарь как всенародный праздник».
- «Москва отметила праздник строителей массовыми гуляньями, выставками, докладами и лекциями. Особенно многолюдно было в Центральном парке культуры и отдыха имени М. Горького. Здесь состоялось собрание строителей Ленинского района столицы, которые соорудили архитектурный ансамбль здания МГУ, кварталы жилых домов на Юго-Западе столицы, стадион имени В. И. Ленина, где сейчас поднят флаг Спартакиады народов СССР. Строители района приняли решение — сдать к 20 декабря 210 тыс. м² жилой площади».
- «В воскресенье Челябинский парк культуры и отдыха заполнили около сорока тысяч строителей. Здесь состоялся митинг…»
- «Баку. Здесь состоялось торжественное заседание Бакинского городского Совета депутатов трудящихся совместно с представителями партийных, советских и общественных организаций, посвящённое Дню строителя. На собрании присутствовала гостящая здесь парламентская делегация Уругвая…».
- «Тбилиси. В столице Грузии 11 и 12 августа проходили народные гулянья, посвящённые Дню строителя. Сотни трудящихся посетили открывшуюся в Центральном парке культуры и отдыха имени Орджоникидзе постоянную строительную выставку. Она развёрнута по новому тематическому плану. Основная идея выставки — показ элементов сборного железобетона, крупноблочного строительства и передовых индустриальных методов строительно-монтажных работ».

## Объекты, открытые ко Дню строителя
Во время существования СССР, открытие крупных объектов, нередко приурочивали ко Дню строителя. Церемония открытия проводилась или в сам праздничный день, или за день-два до него, или через день-два после него. В частности, в метрополитенах городов СССР были открыты:
- 13 августа 1960 года, в Ленинграде — второй наземный вестибюль станции Площадь Восстания, пристроенный к Московскому вокзалу.
- 11 августа 1969 года, в Москве — участок Горьковско-Замоскворецкой линии Каширская-Каховская с четырьмя станциями.
- 12 августа 1974 года, в Москве — станции Калужская и Беляево Калужско-Рижской линии.
- 11 августа 1978 года, в Харькове — второй участок Холодногорско-Заводской линии с пятью станциями.
- 11 августа 1984 года, в Харькове — первый участок Салтовской линии с пятью станциями, и метродепо ТЧ-2 «Салтовское».
- 8 августа 1987 года, в Горьком — станции Автозаводская и Комсомольская.

## Празднование в современной России
9 августа 2009 года День строителя в Москве отмечался с большим размахом. В Центральном выставочном зале «Манеж» прошёл праздничный вечер с концертом, на котором присутствовало всё руководство столичного строительного комплекса во главе с мэром Ю. М. Лужковым и его первым заместителем В. И. Ресиным. На сцене, оформленной по мотивам дворцового комплекса в Царицыне, реконструкция которого стоимостью в 10 млрд рублей закончилась в 2007 году, выступила Народная артистка Российской Федерации Тамара Гвердцители (с новой песней «Лестница») и другие артисты. Выступивший со сцены с поздравлениями Владимир Ресин, в частности, сказал: 
«Я особенно благодарен ветеранам: они создали тот фундамент, который позволил нам в последние 20 лет достичь очень многого. Я уверен, что мы победим. И в этом меня убеждает то, что городскую власть возглавляет такая личность как мэр Москвы Юрий Михайлович Лужков, как наша городская дума, которая за эти годы решила множество вопросов. Мы имеем колоссальную поддержку со стороны президента Российской Федерации Дмитрия Анатольевича Медведева, председателя Правительства Российской Федерации Владимира Владимировича Путина. Всё это даёт мне уверенность в том, что мы обязательно победим!»

## В филателии

Почтовые марки СССР
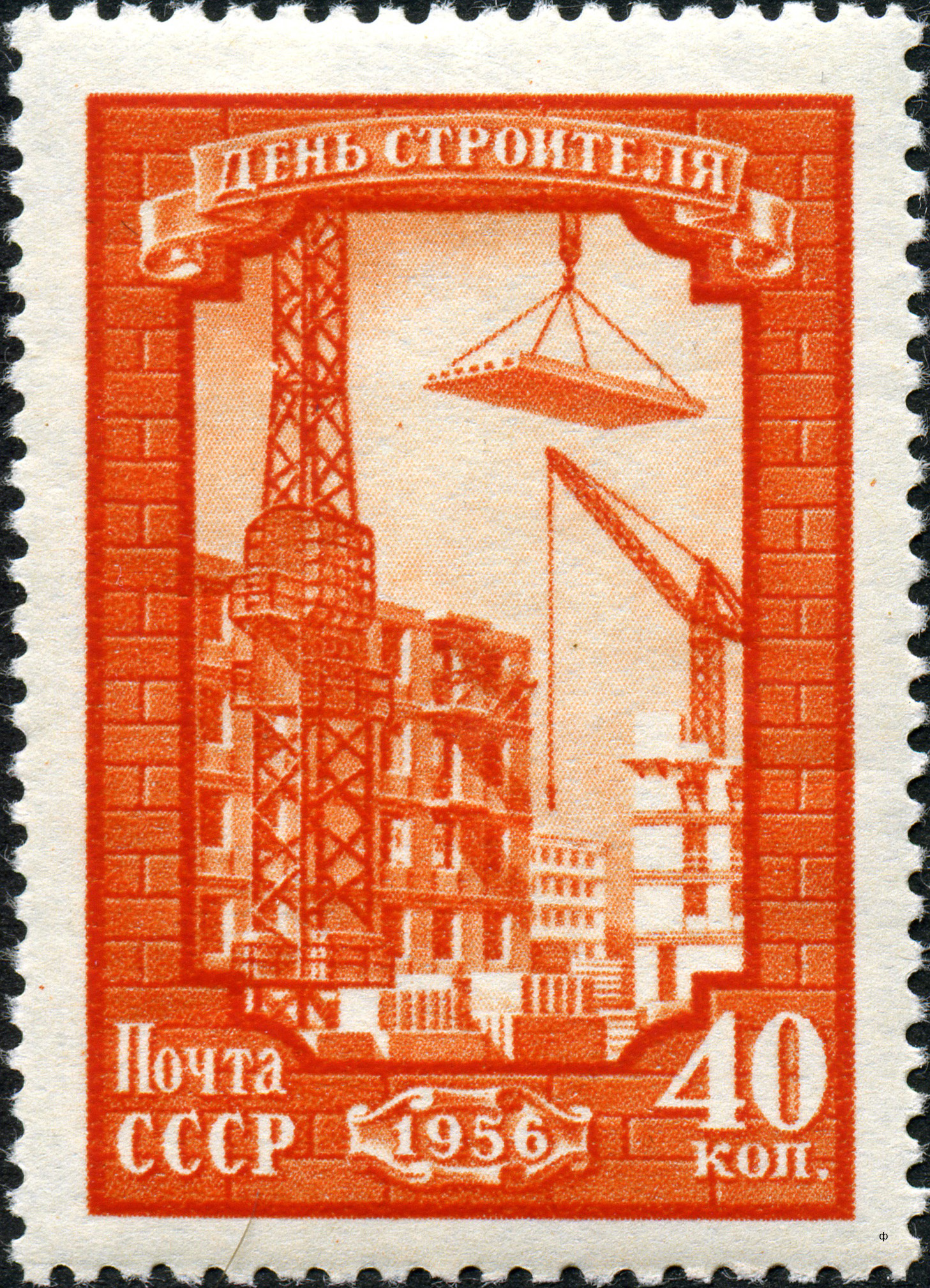
«День строителя», 1956 год, номинал 40 коп.
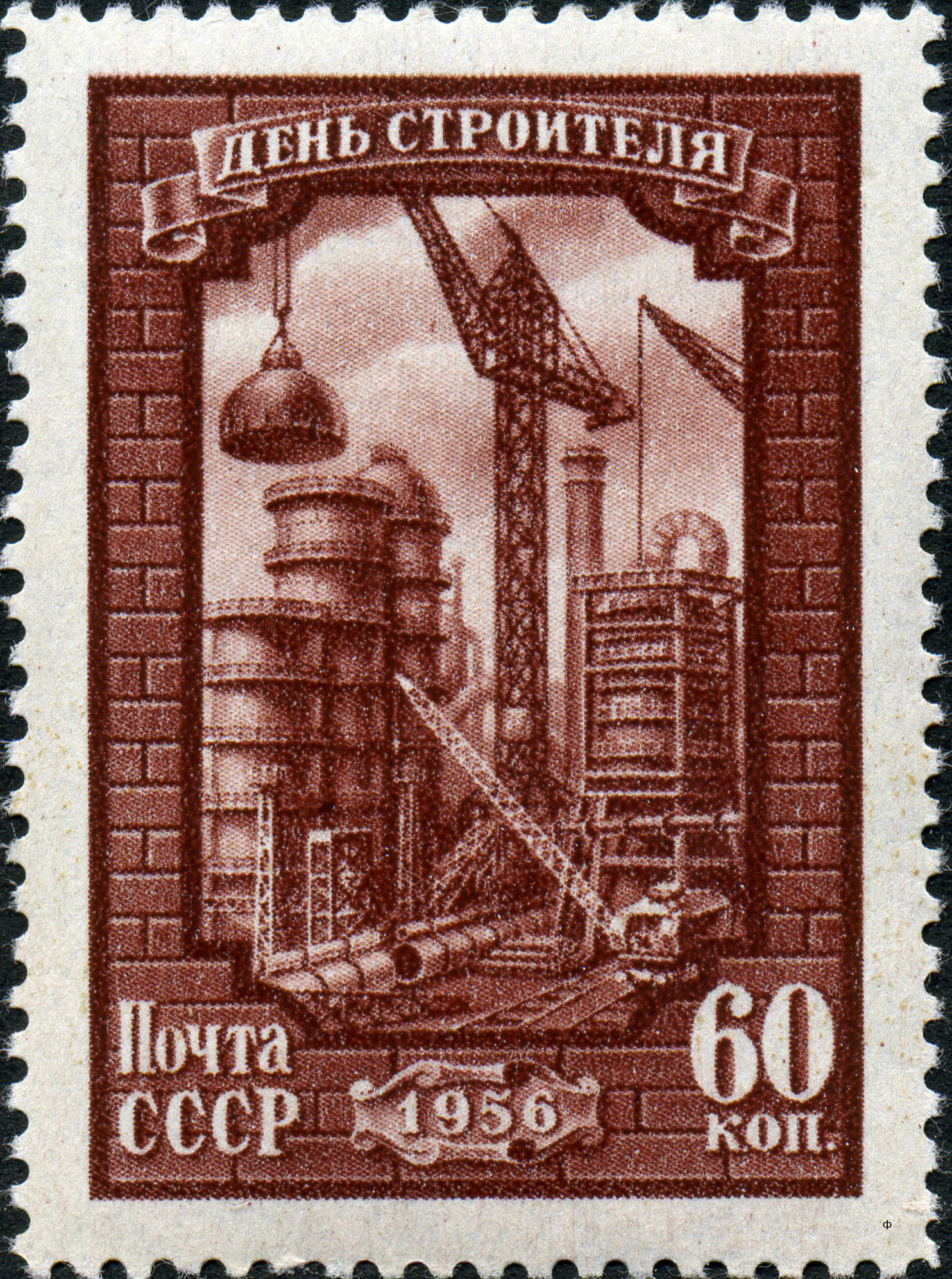
«День строителя», 1956 год, номинал 60 коп.
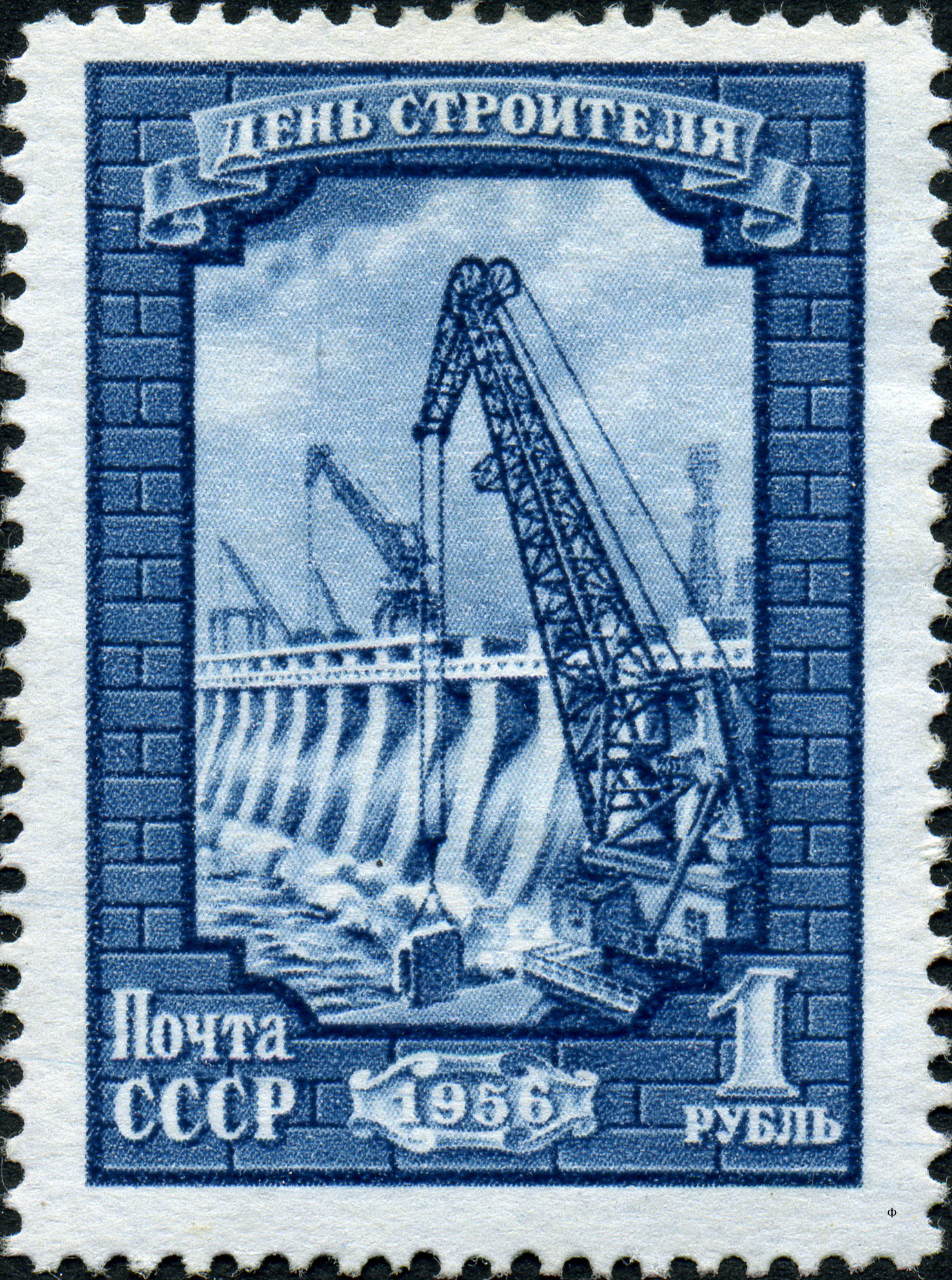
«День строителя», 1956 год, номинал 1 рубль.
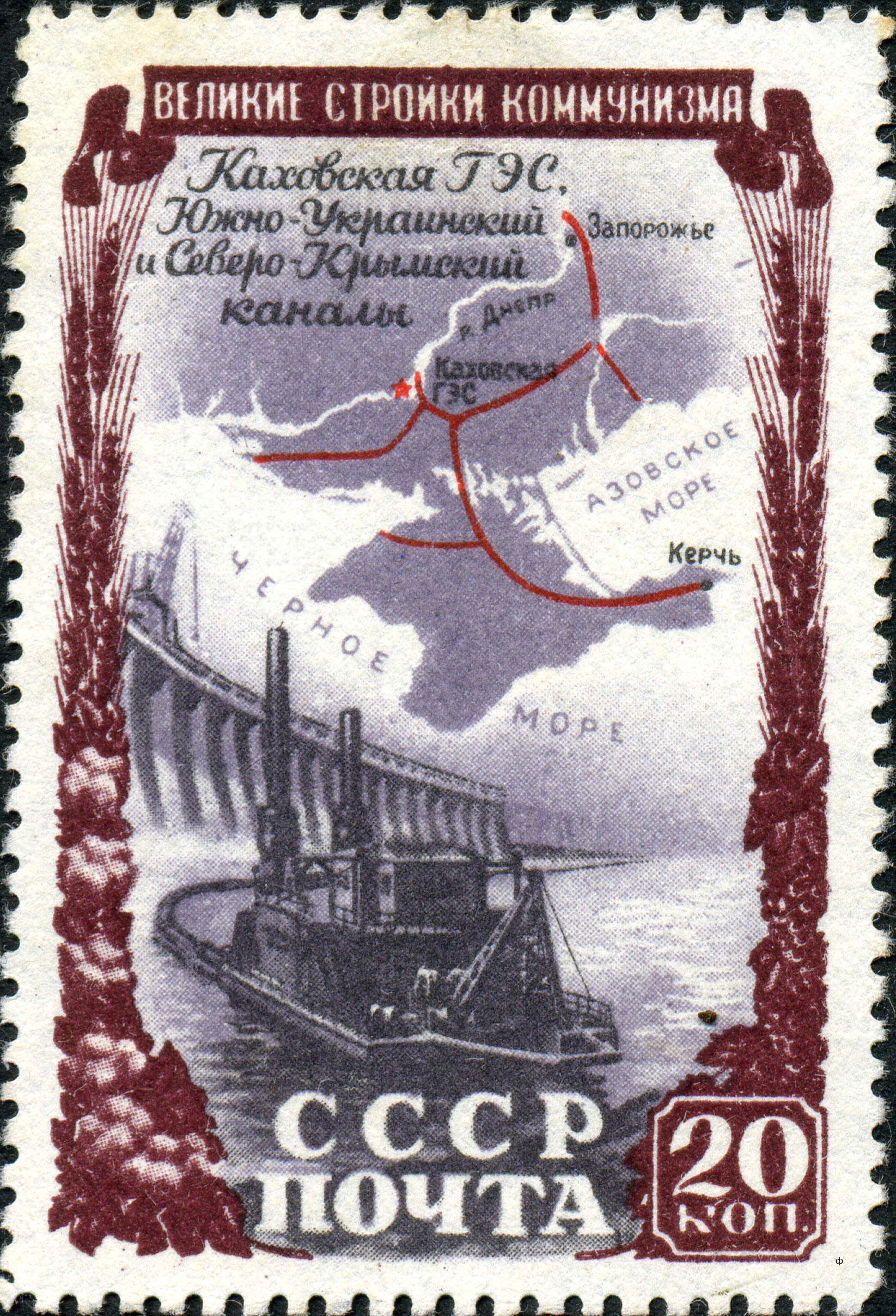
«Великие стройки коммунизма»: Каховская ГЭС, Южно-Украинский и Северо-Крымский каналы, номинал 20 коп.
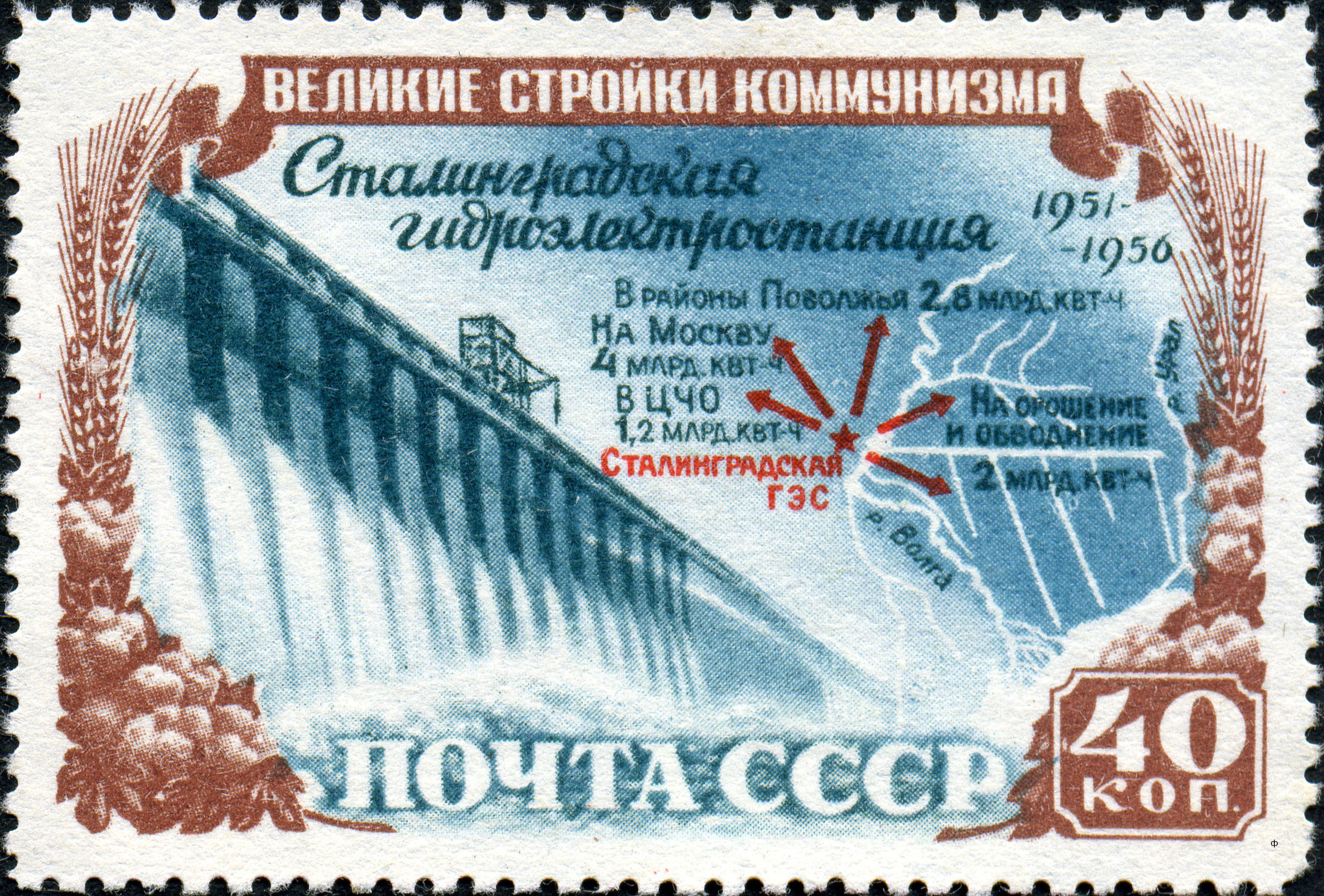
«Великие стройки коммунизма»: Сталинградская гидроэлектростанция (1951—1956), номинал 40 коп.
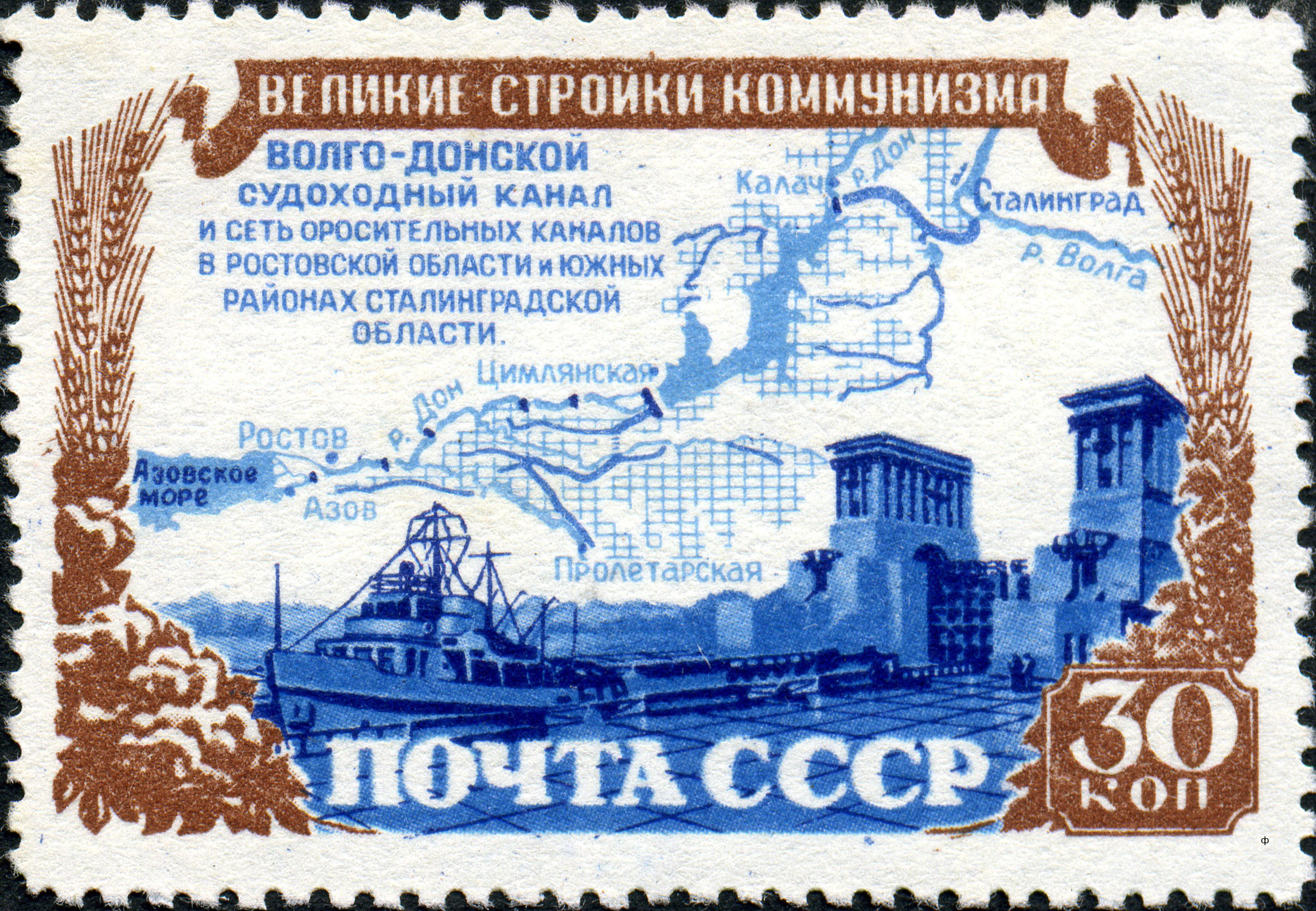
«Великие стройки коммунизма»: Волго-Донской судоходный канал и сеть оросительных каналов в Ростовской области и южных районах Сталинградской области, номинал 30 коп.
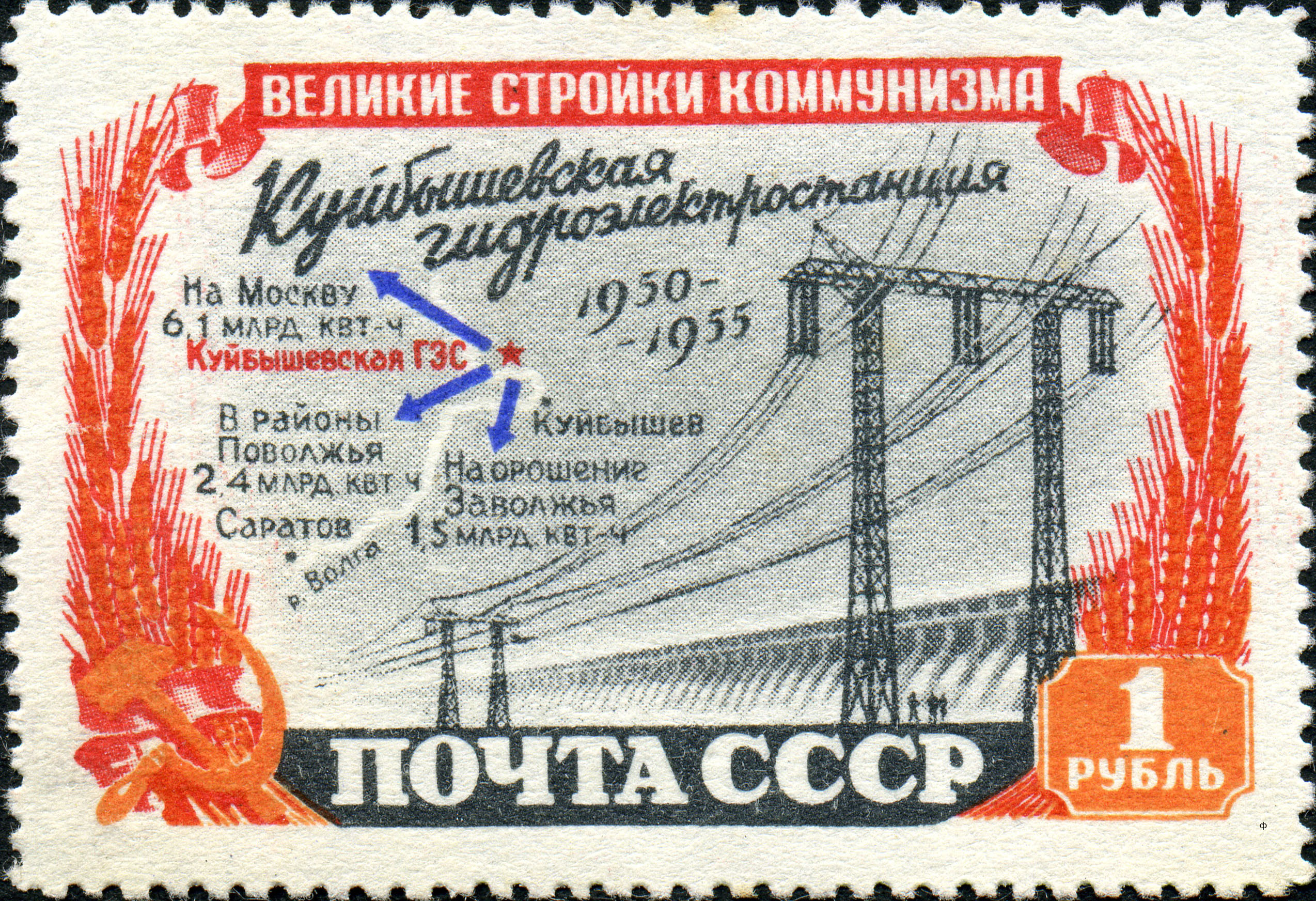
«Великие стройки коммунизма»: Куйбышевская гидроэлектростанция (1950—1955), номинал 1 рубль.
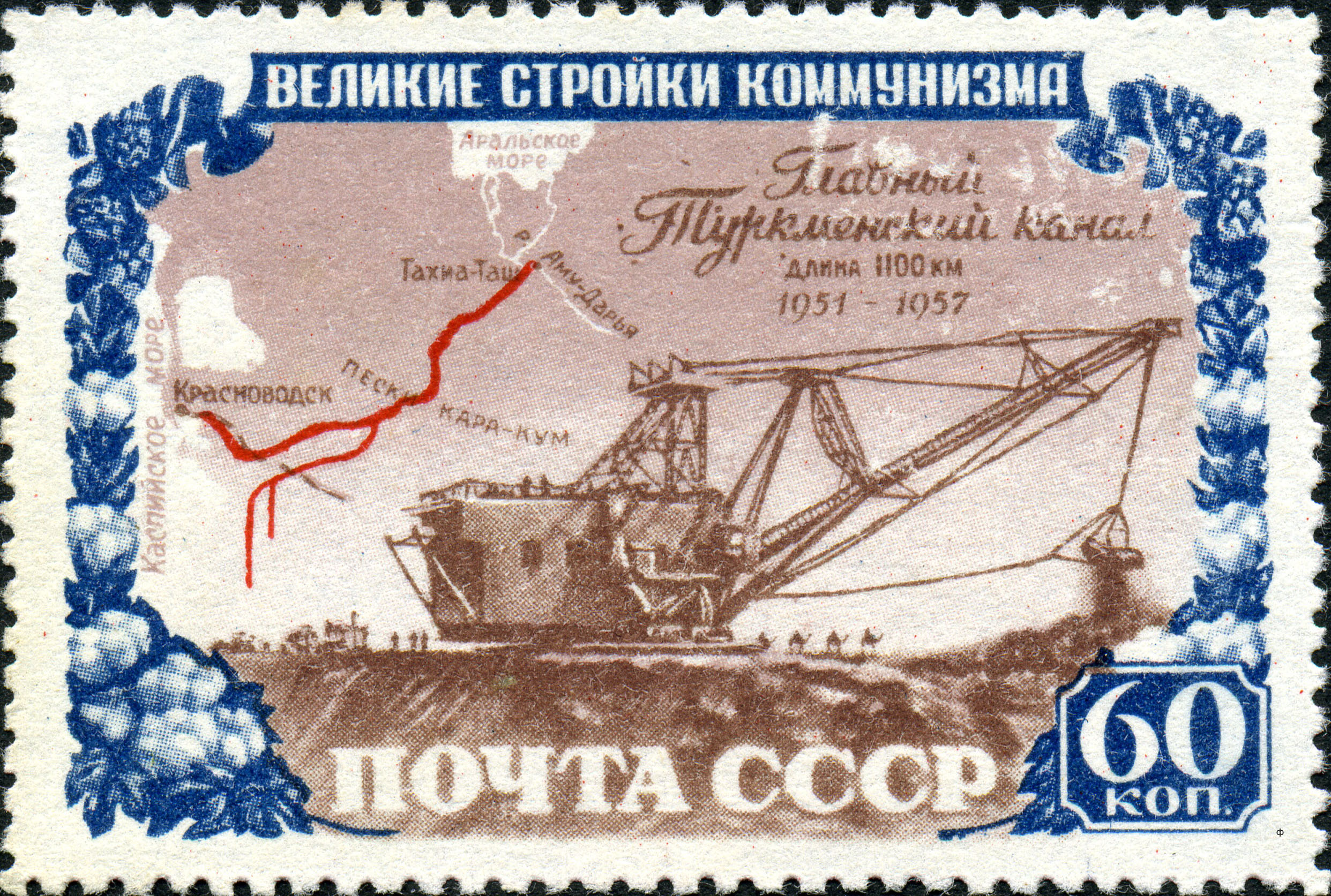
«Великие стройки коммунизма»: Главный Туркменский канал (1951—1957), номинал 60 коп.